# Редтенбахер, Йозеф
Йозеф Редтенбахер (нем. Josef Redtenbacher; 13 марта 1810, Кирхдорф-ан-дер-Кремс, Верхняя Австрия — 5 марта 1870, Вена) — австрийский химик и ботаник, педагог, профессор. Доктор медицины. Действительный член Австрийской академии наук (1847).
Один из зачинателей современной химии в Австрии.

## Биография
Родной брат энтомолога Людвига Редтенбахера.
Изучал медицину и ботанику в  Венском университете. Вначале посвятил себя, в основном, ботаническим вопросам, но был также страстным учеником минералога Карла Мооса, работы которого оказали большое влияние на избрание им научной карьеры. После окончания университета, остался работать в Вене в качестве помощника химика Йозефа Франца фон Жакена.
В 1840—1841 осуществил научно-исследовательскую и учебную поездку в Германию, где продолжил изучение минералогии под руководством Генриха Розе в Берлинском университете и органической химии под руководством Юстуса фон Либиха в университете Гисена .
Впоследствии стал профессором химии в Пражском университете. В 1849 году вернулся в Вену и до смерти был профессором химии Венского университета. Был известен своими превосходными лекциями, и таким образом собирал вокруг себя большую группу студентов.
Незадолго до своей смерти, вместе с архитектором Генрихом фон Ферстелем планировал осуществить строительство новой университетской лаборатории в Венском университете.
В 1847 году стал действительным членом Австрийской академии наук, в 1854 году — член-корреспондент Баварской академии наук. С 1860 года — член Германской академии естествоиспытателей «Леопольдина».

## Научная деятельность
Научные достижения Й. Редтенбахера приходятся, в основном, на период его пребывания в Гисене и Праге. В своем первом крупном исследовании он пытался совместно с Либихом определить атомный вес углерода.
Ему принадлежит открытие акролеина и акриловой кислоты, ферментации глицерина с помощью дрожжей.
Им также выполнены важные исследования с участием таурина .